# فرهنگستان ملی پزشکی

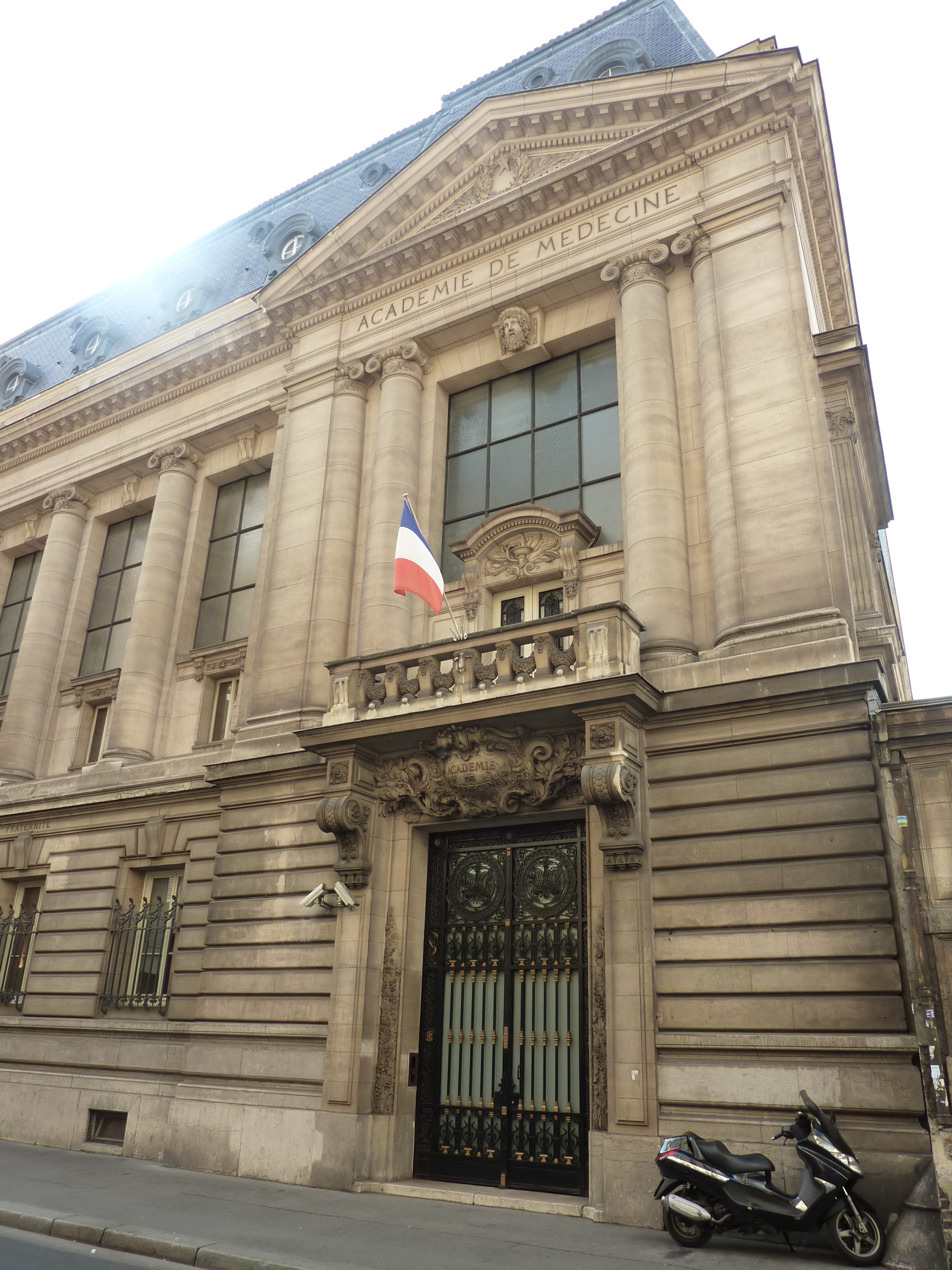
نمای بیرونی ساحتمان فرهنگستان ملی پزشکی فرانسه

فرهنگستان ملی پزشکی (فرانسوی: Académie Nationale de Médecine‎) انجمن‌ی است که در سال ۱۸۲۰ به درخواست آنتوان پُرتال و با فرمان قانونی لوئی هجدهم بنیان نهاده شد و ساختمان آن امروزه در منطقه ۶ پاریس قرار دارد. این آکادمی دارای وضعیت حقوقی مشابهی با دو مؤسسه پیشین خود بود: «فرهنگستان سلطنتی جراحی» که در سال ۱۷۳۱ ایجاد شده بود و «انجمن سلطنتی پزشکی» که در سال ۱۷۷۶ پایه‌گذاری شده بود. رئیس فعلی این فرهنگستان ملی «موریس توبیانا» است.

## برخی اعضای مشهور
- ماری کوری
- ژرژ دوامل
- منوچهر اقبال
- فرانسوا آنری آلوپو
- احمد طالب ابراهیمی
- ماری کورینا پاتنم جکوبی